# Anthrax aureosquamosus
Anthrax aureosquamosus är en tvåvingeart som beskrevs av Marston 1963. Anthrax aureosquamosus ingår i släktet Anthrax och familjen svävflugor. Inga underarter finns listade i Catalogue of Life.